# Distrikt Jaquí
Der Distrikt Jaquí liegt in der Provinz Caravelí in der Region Arequipa im Südwesten von Peru. Der Distrikt hat eine Fläche von 424,73 km². Beim Zensus 2017 wurden 1532 Einwohner gezählt. Im Jahr 1993 lag die Einwohnerzahl bei 2498, im Jahr 2007 bei 1685. Sitz der Distriktverwaltung ist die Kleinstadt Jaquí mit 1400 Einwohnern (Stand 2017). Jaquí liegt im Flusstal des Río Yauca auf einer Höhe von 295 m. Entlang dem Río Yauca wird bewässerte Landwirtschaft betrieben. Ansonsten besteht das Gebiet aus Wüste.

## Geographische Lage
Der Distrikt Jaquí liegt im Westen der Provinz Caravelí. Er erstreckt sich über die wüstenhafte Küstenhochebene am Südfuß der peruanischen Westkordillere. Der Distrikt wird vom Río Yauca in südsüdwestlicher Richtung durchflossen. Der Distrikt reicht bis zu 15 km an die Meeresküste heran. 
Der Distrikt Jaquí grenzt im Süden an den Distrikt Yauca, im Westen an den Distrikt Acarí, im Nordosten an den Distrikt Sancos (Provinz Lucanas, Region Ayacucho) sowie im äußersten Osten an den Distrikt Atiquipa.